# Stay with Me (Eighth Wonder)
Stay with Me è un brano musicale inciso dal gruppo musicale pop britannico Eighth Wonder, pubblicato come loro singolo di debutto nel 1985 dall'etichetta discografica CBS Records e inserito nel loro primo album Brilliant Dreams.
Il brano è stato scritto da Patsy Kensit e Geoff Beauchamp e prodotto da Alan Shacklock e Pete Hammond. Lato B del 33 giri era il brano Loser in Love.

## Tracce
7" Single CBS A 6594 (CBS)
1. Stay with Me – 3:16
2. Loser in Love – 3:21

## Classifiche
| Classifica (1985) | Posizione raggiunta |
| ----------------- | ------------------- |
| Italia            | 4                   |
| Regno Unito       | 65                  |